# 俠盜獵車手：失落與詛咒
《俠盜獵車手：失落與詛咒》（中国大陆副标题又译作）是2008年4月上市的《俠盜獵車手IV》於Xbox 360、PlayStation 3和Windows平台所推出的兩個章節資料片之一，另一部則是《酷男之歌》。本作於2009年2月17日首次發佈於Xbox 360，2010年4月13日則首次發佈於PlayStation 3和Windows。該作是《俠盜獵車手系列》中的第三款DLC擴展包遊戲（自從《俠盜獵車手：倫敦1961》發布以來的第一部，於1999年發布）以及整個系列的第十二部作品。
2010年初，官方宣布將本作與《俠盜獵車手IV》的另一個DLC《俠盜獵車手：夜生活之曲》合稱《俠盜獵車手：自由城之章》，移植至PC與PlayStation 3平台上發表。
雖然遊戲背景仍以自由城為主，但玩家將扮演新的遊戲角色強尼·克雷比茲（Johnny Klebitz），而不再是原先的尼克·本立克（Niko Bellic）。遊戲描述由飆車族成員的强尼帶領其他飆車同伙，與其他幫派展開一連串的逞凶鬥狠的黑幫故事。

## 遊戲介紹
除了全新的故事與主角外，本作之中增加了新武器：撞球桿、CZ 75手槍衝鋒型、削短型霰彈槍、前鋒型霰彈槍、HK69及土製炸彈。還可以摩托競速、街頭幫戰（需要重型機車）。
遊戲還引入了俱樂部裡可以比腕力、猜大小、打撞球，保齡球館增設空氣曲球棍。

## 故事线
玩家在本作扮演強尼·克雷比茲，他原先是飆車黨“失落摩托幫”俱樂部的副主席，因原主席比利·葛雷撞了人肇事逃逸被拘捕後代替他來領導，而強尼·克雷比茲費盡心思把他保釋接出監獄。然而往後，二人的領導方式卻出現很多意見分歧；強尼希望和平地把俱樂部運行下去，但比利則是看誰不順眼就開戰。由於比利是主席，所以他的管理模式讓俱樂部很快便與另一個飆車黨“死亡天使”俱樂部開戰了。雖然成功重創並擊敗了“死亡天使”，但傑森·麥可斯亦在此戰中喪生（實際上是米哈伊爾·福斯汀不滿女兒與其交往而委託尼克·貝里奇把他殺掉），比利拿走了「死亡天使」的毒品，讓強尼去換錢。交易失敗，強尼不得不殺出一條血路，比利也被抓回監獄。 強尼因此又成為了主席，但布萊恩（失落摩托車隊主成員之一）認為比利進監獄與強尼有直接關係，又引發了一場內戰。 強尼進入布萊恩的安全屋，將他殺了。 （或者把他趕出，之後會多一個任務）經過內戰和強尼的好朋友吉姆被殺後，幫會受到嚴重的打擊，強尼最後從湯瑪斯·史塔布斯口中得知比利要把所有罪名轉移給他，於是闖進監獄，親手殺死比利。最後整個失落摩托車俱樂部只剩下強尼和3個好兄弟。

### GTA 5/GTAOL 的後續故事
之後強尼帶領泰瑞（Terry）、克雷（Clay）和艾希莉（Ashley）去洛聖都和布雷恩郡發展，5年之間強尼因為過度的失落和艾希莉染上毒品導致性格大變，沒有了當年的風範，在一次和5代主角之一、商業對手崔佛·菲利普的衝突中因對崔佛出言不遜，外加崔佛當時剛得知老朋友麥可·迪聖塔假死而情緒激動，被瘋狂的崔佛殺死。強尼的左右手泰瑞、克雷亦死於和崔佛的交戰中，艾希莉有可能被崔佛殺死，也可能被崔佛放過。但艾希莉最後還是會在性愛派對裡用藥過量而死亡。
之后边缘成员马尔可也来到洛圣都，在他的介绍下，玩家建立了自己的摩托帮，开展各种业务。
2023年万圣节期间，一个名为幽灵曝光的组织邀请线上模式玩家拍摄布莱恩郡出没的鬼魂。收到邀请的玩家一共拍摄了10张照片，作为奖励，该组织给了玩家25万游戏币。而那个最后出没的鬼魂正是強尼。